# Cagliostro-Walzer
Cagliostro-Walzer  (Valzer di Cagliostro) op. 370, è un valzer di Johann Strauss (figlio).

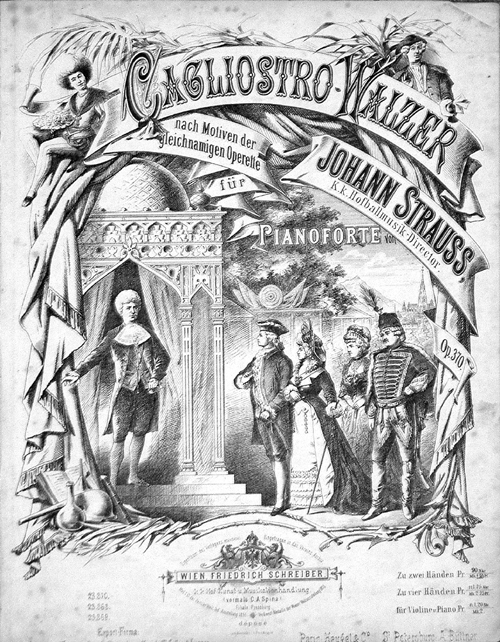
Edizione per pianoforte del Cagliostro-Walzer.

Cagliostro in Wien (Cagliostro a Vienna), la quarta operetta di Johann Strauss, ebbe la sua prima al Theater an der Wien di Vienna il 27 febbraio 1875, e fu il frutto della collaborazione fra il compositore e i due librettisti F. Zell e Richard Genée.
Anche se alla sera della prima i critici si divisero sul giudizio per Cagliostro in Wien, essi furono universalmente d'accordo sulla pura bellezza del valzer-duetto Konnt 'ich mit Ihnen fiegen durchs Leben (Vorrei volare con voi attraverso la vita), cantato nel 2° atto da Henriette Wieser (signora Adami) ed Alexander Girardi (il servo Blasoni).
Il Neues Fremden-Blatt (28-02-1875) considerò tale lavoro:
(Neues Fremden-Blatt.)
Strauss stesso riconobbe il valore della sua creazione, e non solo la elevò a Cagliostro-Walzer, sulla base delle melodie dall'operetta, ma più tardi (fra il 1882 e il 1883) dedicò tale partitura, come atto di amore, ad Adele Deutsch, la donna che sarebbe diventata la sua terza moglie.